# Made en Drimmelen
Made en Drimmelen is een voormalige Nederlandse gemeente in Noord-Brabant.
De gemeente telde in 1996 12.184 inwoners en had een oppervlakte van 60,25 km².
In 1997 werd in het kader van de gemeentelijke herindeling van Noord-Brabant de gemeente opgeheven en ingedeeld in de nieuw gevormde gemeente Made, sinds naamswijziging in 1998 de gemeente Drimmelen.

## Geboren in Made en Drimmelen
- André van Gils (1925-1998), politicus
- Embère van Gils (1925-2012), politicus
- Joop van Gils (1927-2024), politicus